# Списък с комиксови суперсили
Бележка: Това е списък със сили/способности, а не списък със супергерои по техните сили/способности.
Обикновено, главната тема в комикс списанията е за хора, притежаващи суперчовешки, неестествени или паранормални способности, често назовавани като „суперсили“. Това е списък с повечето от тези сили, които се използват най-много.

## Сили, позоваващи се на някакъв предмет
Сили, получени от различни предмети (още познати като артефакти), като броня, бижута, оръжия и жезли.
- Пример: Пръстена на Зеления фенер.

## Мутация
Способности, причинени от подбудена мутация или естествен подбор при хората.
- Пример: Х-Мен.

## Манипулиране на фундаменталните сили или реалността

### Суперчовешка скорост
Способността за движение със скорост, по-бърза от тази на обикновения човек.
- Примери: Светкавицата или Живака

### Телепортация
Способността за придвижване от едно място на друго без да се запълва разстоянието между тях.
- Пример: Нощна сянка

### Пътуване във времето
Способността за пътуване назад или напред във времето.
- Примери: Хронос или Канг завоевателя